# IQiyi
iQIYI (en chino simplificado: 爱奇艺, en chino tradicional: 愛奇藝), anteriormente Qiyi (en chino simplificado: 奇艺, en chino tradicional: 奇藝), es una plataforma de vídeo en línea china con sede en Pekín, lanzada el 22 de abril de 2010. iQIYI es una de las plataformas de vídeo en línea de mayor tamaño del mundo, con casi 6 mil millones de horas de reproducciones en su servicio cada mes, y con más de 500 millones de usuarios activos al mes. 
El 29 de marzo de 2018, la compañía emitió una OPV (oferta pública de venta) en los EE. UU. y recaudó 2.25 mil millones de dólares.

## Historia
Qiyi fue fundada el 22 de abril de 2010 por Baidu, el mayor motor de búsqueda en línea de China, junto con la firma norteamericana Providence Equity Partners, cambiando su nombre a iQiyi en noviembre de 2011. El 2 de noviembre de 2011, adquiere de Paramount la licencia para la película Transformers: el lado oscuro de la luna en China continental. El 2 de noviembre de 2012, Baidu compra la participación de Providence Equity Partners, haciéndose con el 100% de la propiedad. El 7 de mayo de 2013, Baidu compra el negocio de vídeo en línea de PPStream Inc., por 370 millones de dólares, el cual pasa a ser una filial de iQiyi. El 17 de julio de 2014, el sitio lanza su división de producción de películas, iQiyi Motion Pictures, con el objetivo de cooperar en proyectos en el extranjero, incluyendo la adquisición de estrenos y la coproducción de películas. El 4 de septiembre, iQiyi coopera con el Festival de cine de Venecia, retransmitiendo las películas del festival en línea. En agosto de 2014, iQiyi genera casi 7 mil millones de horas de visionado en su sitio web. En octubre del mismo año, iQiyi participa en el Festival de cine de Busan, consiguiendo los derechos exclusivos de casi 100 títulos surcoreanos. El 19 de noviembre de 2014, Xiaomi y la firma Shunwei Capital invierten 300 millones de dólares en iQiyi por entre el 10 y el 15 por ciento del sitio, mientras que Baidu invierte 100 millones de dólares adicionales con lo que mantuvo posesión de aproximadamente el 80 por ciento.
El 8 de diciembre de 2014, el director de contenido de iQiyi, Ma Dong, anuncia que el portal planeaba doblar su producción original en 2015, con al menos 30 títulos y 500 episodios en vez de los 13 de 2014. En 2015, iQiyi adquiere el copyright en línea de ocho conocidos espectáculos de entretenimiento de China, junto con otros en Taiwán y Corea del Sur.  En junio de 2016 alcanza los 20 millones de suscriptores.
El 25 de abril de 2017, Netflix anuncia que ha logrado un acuerdo con iQiyi, bajo el cual, producciones originales de Netflix estarán disponibles en iQiyi al mismo tiempo que se estrenen en otras partes del mundo.